# Ceratomerus vittatus
Ceratomerus vittatus är en tvåvingeart som beskrevs av Adrian R.Plant 1991. Ceratomerus vittatus ingår i släktet Ceratomerus och familjen Brachystomatidae. Inga underarter finns listade i Catalogue of Life.